# 茄萣區
22°54′24.43″N 120°10′57.37″E / 22.9067861°N 120.1826028°E
茄萣區，前身「茄萣鄉」，位於臺灣高雄市西北端，東鄰湖內區、路竹區，西濱臺灣海峽，南接永安區，北鄰臺南市南區，為高雄市大岡山地區的成員之一。
由於該區與臺南市僅隔二仁溪，並與該市的灣裡隔溪相望，故為臺南都會區的一部分，境內居民的求學與就業皆與臺南市關係密切。

## 歷史

### 地名由來
關於本區地名之緣起，至少有數種說法：
- 平埔族社名轉譯：此地古昔原為西拉雅平埔原住民族馬卡道支族的嘉定社（傑顛社）居住地之一，「茄萣」地名係由馬卡道語：“Cattia”或“Cattea”音譯而來，這個字在馬卡道語中是「十」字與「魚」字的結合，意謂「多魚之地」；後來漢人以此發音與沙洲上茂生的海茄苳樹相類似，因此譯為「茄萣社」或「茄藤社」。另外，本地原應是一個濱外沙洲的孤島，後來漸漸地與陸地相連形成砂嘴形半島，後方的海水漸成海灣、潟湖。荷蘭人測繪地圖中，有「漁夫角」、「漁夫灣」之名，顯見當時已有漁人搭寮居住於此。

- 由於植物「茄萣」而取名：《台灣通史》虞衡志：「茄萣：生海濱，本可為薪。皮色赭，以染網。安邑有茄萣莊。」茄萣樹原稱茄藤仔，亦稱海茄苳或海茄冬，為紅樹林（Mangrove）之一種。紅樹林為一種被子植物，常分布於熱帶或亞熱帶地區風浪平靜之海岸，而鹹水、淡水交會且泥砂淤積之處尤為多見。台灣北岸、西岸的河口附近及潟湖海岸多有生長。台灣的紅樹林植物計有水筆仔、海茄苳、紅茄苳、五梨跤、細蕊紅樹、欖李等六種，本鄉沿海的紅樹林多為海茄苳。茄藤仔亦即海茄苳，學名為Avicennia marina (Forsk) Vierh，屬被子植物馬鞭草科（Verbenaceae）。為常綠喬木，葉對生、革質、橢圓形，長四至六公分。蒴果呈扁球形，脫離母株後，一面隨波飄流，一面自行發芽成長，待飄至有泥土之水濱，很快落地生根，長成新株。

「茄萣」的臺灣話唸作「Ka-tiann-á」（茄萣仔），對應的華語華文唸音應是「ㄐㄧㄚ　ㄉㄧㄥˋ」。早期內政部亦將外語譯為「Jīadìng」，並將該地名之拼音依注音符號第二式定為「Jiading」，區內路牌、聯外道路與茄萣國小、茄萣國中等學校譯名即採用「Jiading」。然而當地人幾乎一致因為華語華文的「茄子」而也唸音「ㄑㄧㄝˊㄉㄧㄥˋ」，例如臺南市公車、高雄客運便都使用該唸音，並且按照當時國家府會所採用的羅馬字母拼音方案，定為「Chieding」。不過如果「茄」的華語華文是唸作「ㄑㄧㄝˊ」，那麼其閩南語臺灣話的對應發音應是「kiô」而非「ka」。因此「ㄑㄧㄝˊㄉㄧㄥˋ」是誤讀。並且同理，於茄苳樹的「茄苳」。2011年6月，正式以當地閩南語臺灣話唸音為標準基準，並且以閩南語臺灣話的羅馬字母拼音定為「Katiann」。

### 沿革
清代本區為鳳山縣與臺灣縣交界之處，因二仁溪常更改入海處，導致縣界變更頻仍。
1920年本鄉轄區劃歸於高雄州岡山郡湖內，1945年改制為高雄縣岡山區湖內鄉，人口達三萬餘人，屬一級鄉鎮。1948年白砂崙、頂茄萣、下茄萣與崎漏四聚落，自湖內鄉分出，獨立設置茄萣鄉。2010年12月25日，高雄縣市合併後，改稱高雄市茄萣區。

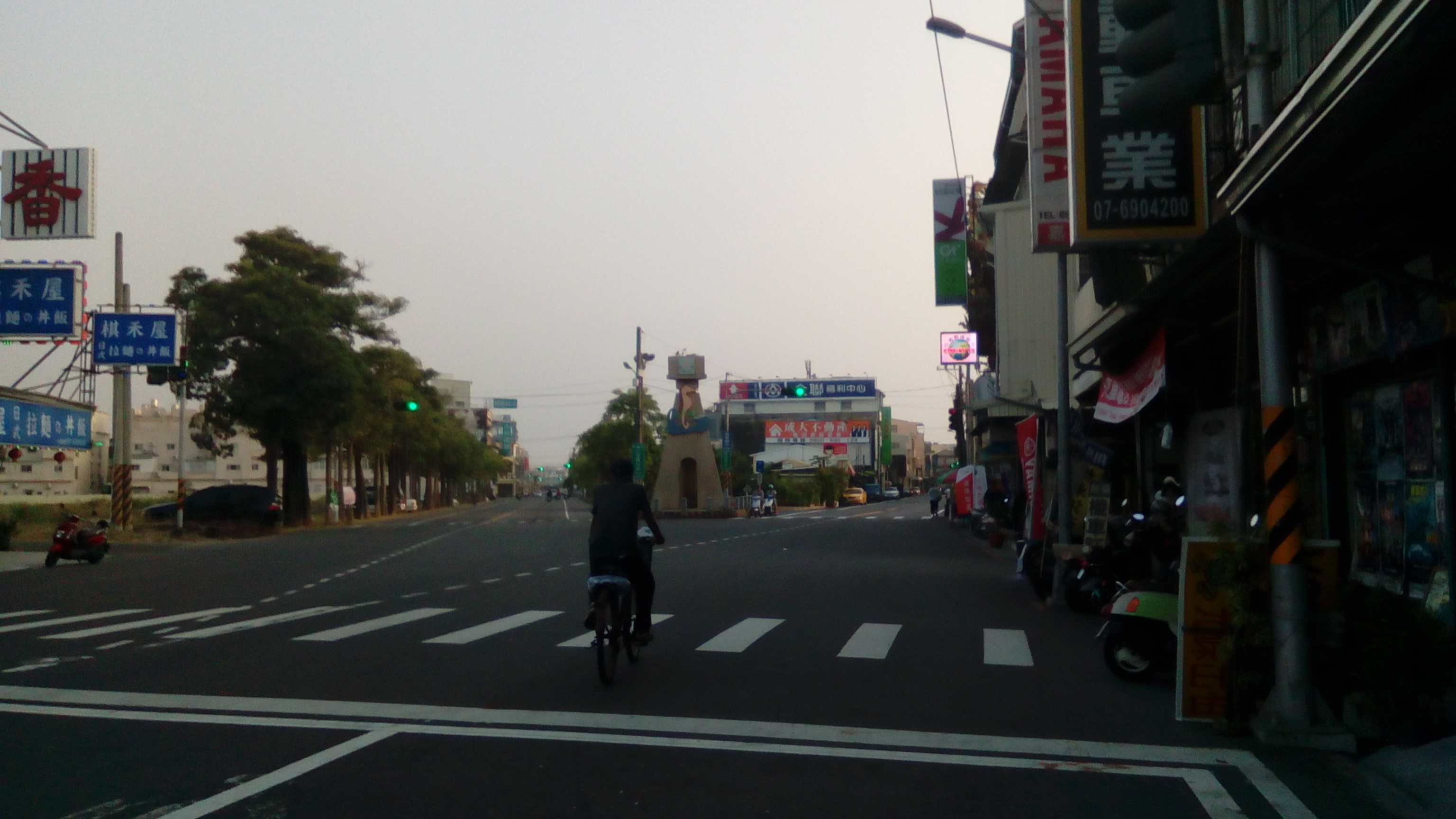
茄萣市區一景
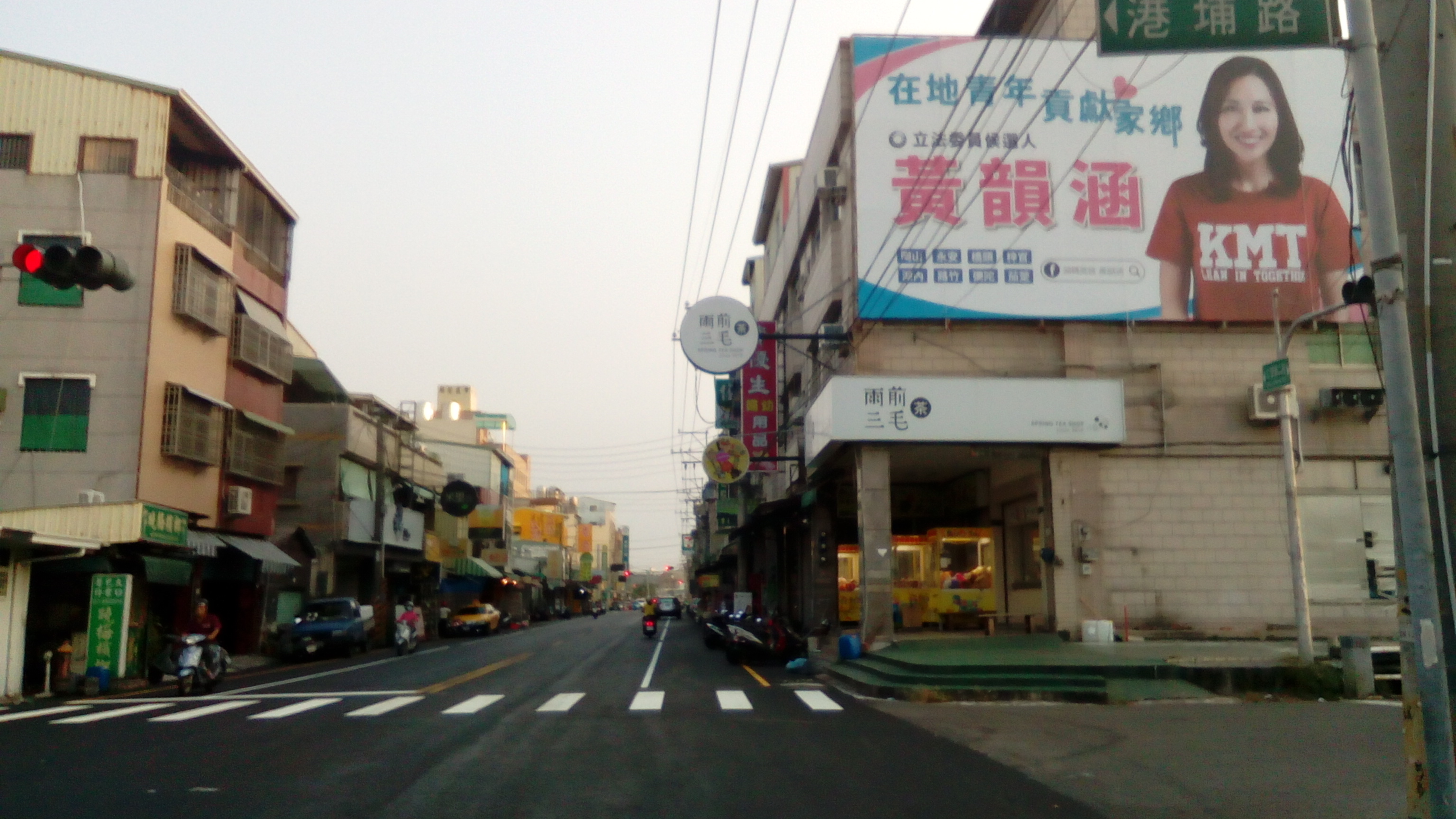
仁愛路二段一景

## 地理

### 概況
茄萣區位於高雄市的西北部，嘉南平原西南方，北隔二仁溪和臺南市相望，行政區域南北狹長約6公里，由北往南分有白砂崙、頂茄萣、下茄萣、崎漏（塭寮）四大聚落，境內幾乎每處都與海洋及潟湖內海近在咫尺，由潟湖興築起來的興達港是優良漁港，與永安區的興達火力發電廠隔港嘴相望，茄萣外海是絕佳魚場，故有居民倚以近海捕魚維生，區內東側則為海、淡水養殖魚塭重鎮。
在漁村現代化後，區內整體居屋結構以透天厝為主。頂茄萣與下茄萣聚落貫連一氣，形成本區商業服務業活動最繁盛，人口最多的地區。隨著人口緩慢增加，近年新建案的推出，及新道路的開闢拓寬，狹長型的茄萣整體發展方向仍維持著填平魚塭，繼續往東挺進，由大排水溝的仁愛路往莒光路推進。舊時位於電信局後的第二公墓在撿骨及遷移先人後，開發成茄萣運動公園，於2010年5月4日落成。

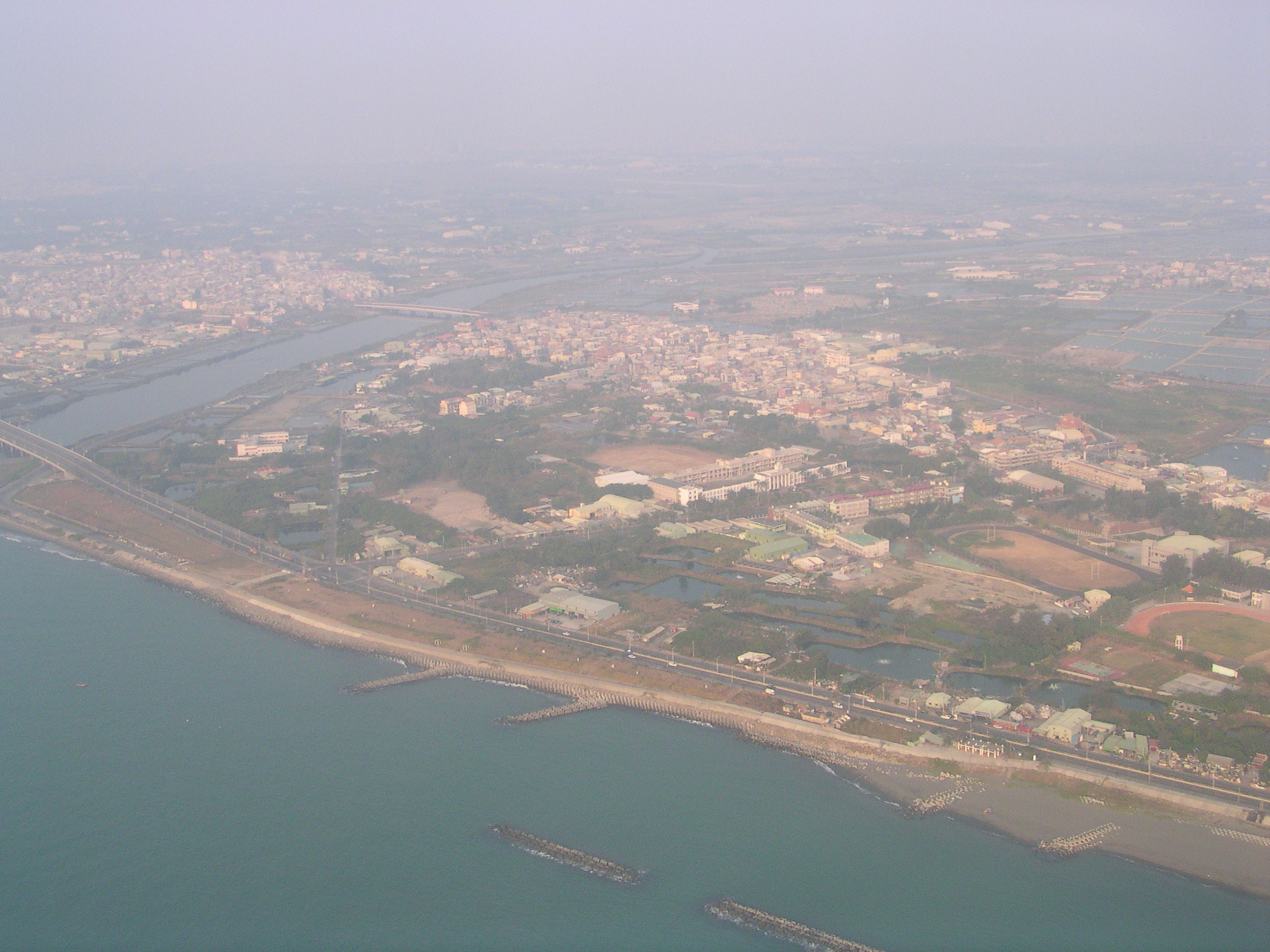
茄萣區濱臨臺灣海峽；圖片左側為北方，隔二仁溪即為臺南市
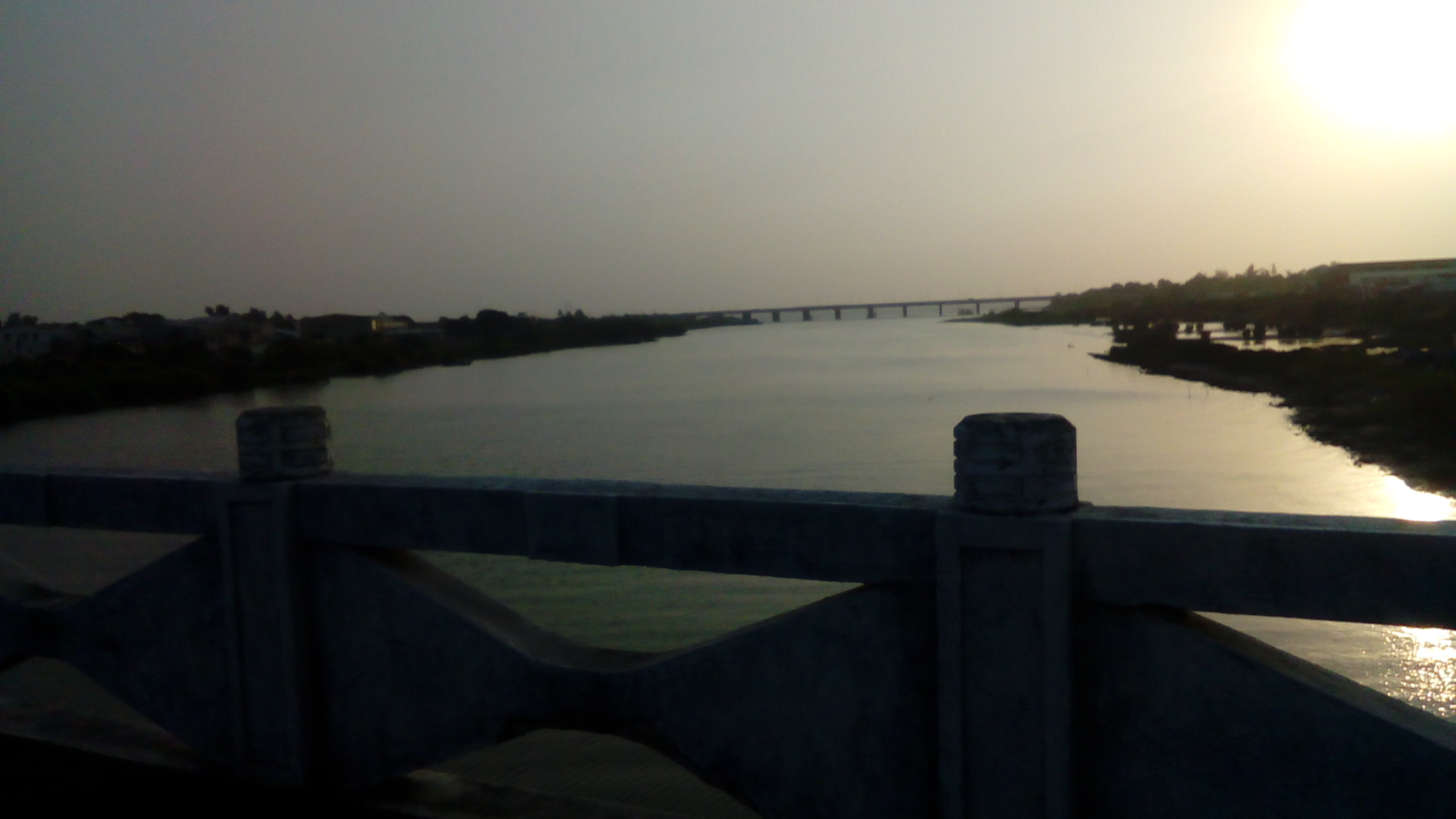
從台17甲線南萣橋眺望二仁溪出海口

### 人口
根據高雄市政府民政局統計，2024年底茄萣區戶數約1.1萬戶，人口約2.9萬人，區內人口最多與最少的里分別是崎漏里與萬福里，2024年底兩里人口分別為5,502人與924人。

## 政治

### 歷任首長

#### 鄉長
| 屆序 | 姓名   | 就任日期      | 卸任日期       | 備註                                          |
| 1    | 林森源 | 1960年5月1日  | 1956年6月16日  | 曾任湖內大湖國小的教員、校長:30               |
| 2    | 林森源 | 1960年5月1日  | 1956年6月16日  | 曾任湖內大湖國小的教員、校長:30               |
| 3    | 吳文吉 | 1956年6月16日 | 1960年1月6日   | 曾任頂茄萣區漁會總幹事:30                     |
| 4    | 鄭保國 | 1960年1月6日  | 1968年3月1日   | 曾任和協村村長:31                             |
| 5    | 鄭保國 | 1960年1月6日  | 1968年3月1日   | 曾任和協村村長:31                             |
| 6    | 薛水吉 | 1968年3月1日  | 1973年4月1日   | 曾任茄萣鄉鄉民代表會副主席:31                 |
| 7    | 施興旺 | 1973年4月1日  | 1978年2月4日   | 曾任下茄萣區漁會股長、茄萣鄉鄉民代表會代表:31 |
| 8    | 楊金治 | 1978年3月1日  | 1982年3月1日   | 曾任龍肚國中、彌陀國中教師:32                 |
| 9    | 史連成 | 1982年3月1日  | 1990年2月28日  | 曾任湖內初中管理組長、茄萣國中訓導主任:32     |
| 10   | 史連成 | 1982年3月1日  | 1990年2月28日  | 曾任湖內初中管理組長、茄萣國中訓導主任:32     |
| 11   | 鄭進興 | 1990年3月1日  | 1998年2月28日  |                                               |
| 12   | 鄭進興 | 1990年3月1日  | 1998年2月28日  |                                               |
| 13   | 李明朗 | 1998年3月1日  | 2006年2月28日  |                                               |
| 14   | 李明朗 | 1998年3月1日  | 2006年2月28日  |                                               |
| 15   | 曾石城 | 2006年3月1日  | 2010年12月24日 | 末任，改制為茄萣區                            |

#### 區長
2010年12月25日起改制為茄萣區，區長由直轄市長官派。
| 任次 | 姓名   | 備註 |
| 1    | 曾石城 |      |
| 2    | 薛茂竹 |      |
| 3    | 邱金寶 |      |
| 4    | 鄭美華 |      |
| 5    | 邱金寶 |      |
| 6    | 李秋利 |      |
| 7    | 蔡青芬 |      |
| 8    | 賴美娥 |      |

### 區政組織

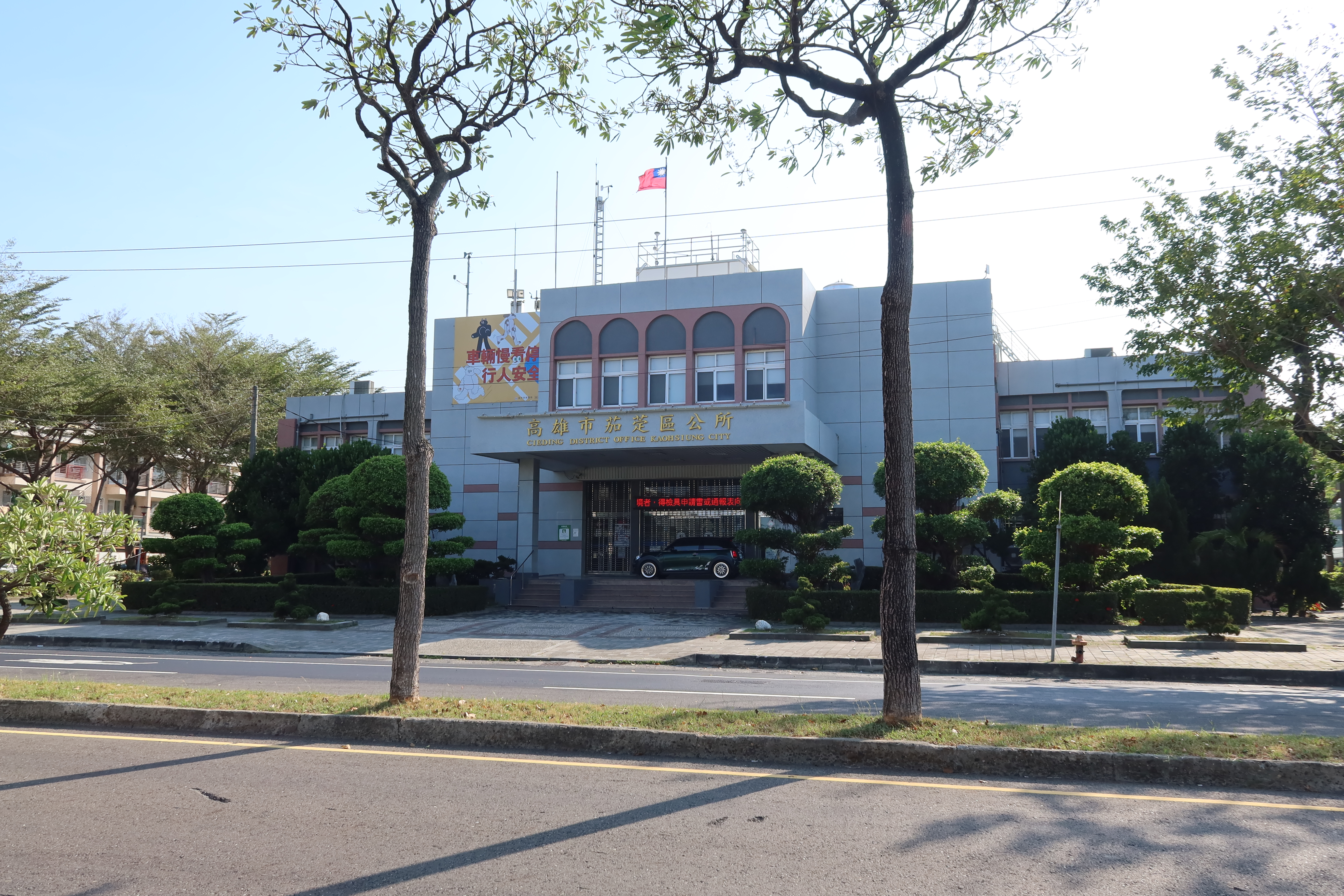
茄萣區公所

茄萣區公所是高雄市政府在茄萣區的派出機關，在中華民國政府架構中為市政府綜理區政的執行機關，上級業務監督機關為高雄市政府。区长由市長任命，其任期為無任期保障。在區長及主任秘書之下，設有4課4室等8個內部單位。

### 行政區
茄萣區共分成15個里，這15個里又可歸類為四大聚落，由北到南依序是白砂崙、頂茄萣、下茄萣、崎漏:12。白砂崙聚落包含福德、萬福、白雲3里，頂茄萣聚落包含嘉賜、嘉安、嘉樂、嘉泰、嘉福、和協6里，下茄萣聚落包含嘉定、保定、大定、光定、吉定5里，崎漏聚落即是崎漏里:12:100。
| 茄萣區行政區劃                                                                                                   |
| 福德里 萬福里 白 雲 里 嘉 賜 里 嘉安里 嘉樂里 和協里 嘉泰里 嘉福里 嘉定里 保定里 大定里 光定里 吉 定 里 崎 漏 里 |

## 文化

### 王船祭

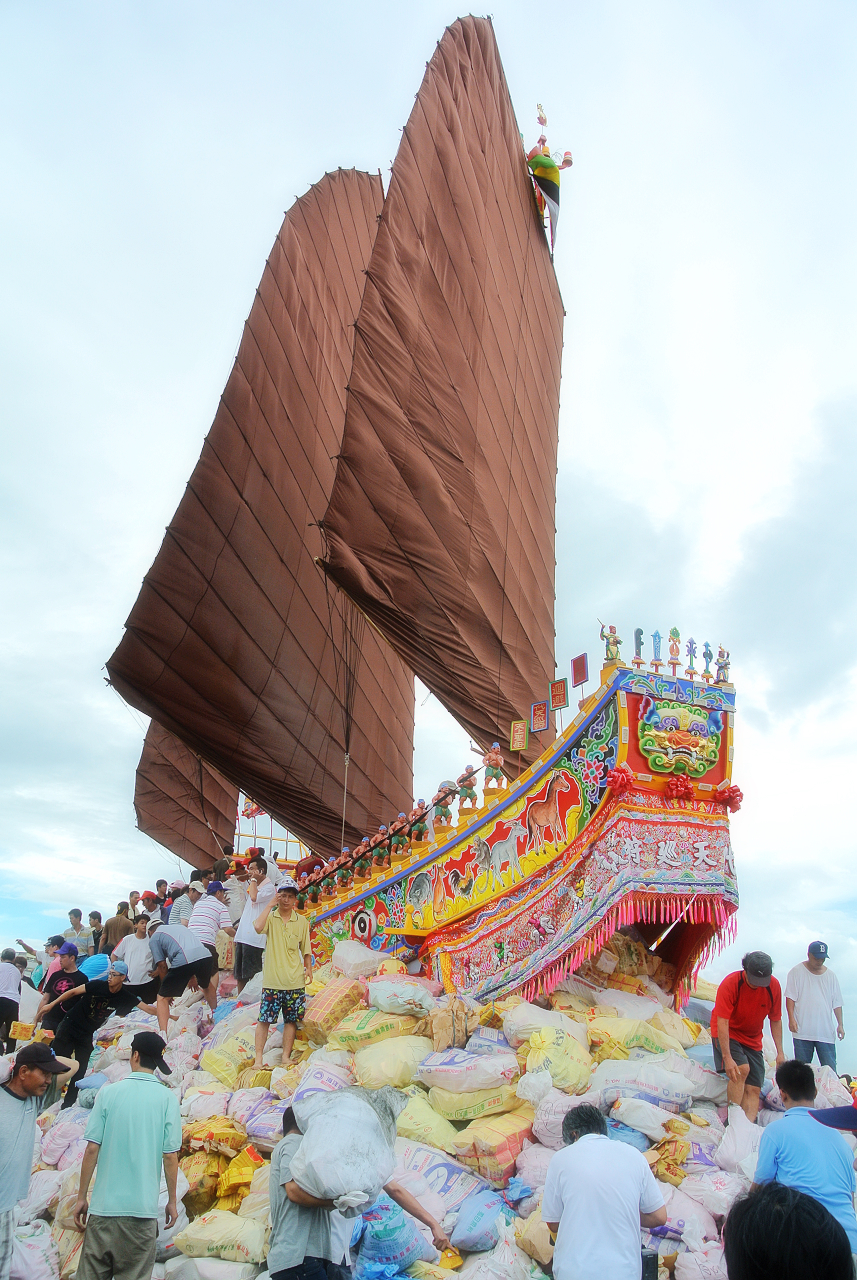
下茄萣王船祭

茄萣區最重要的宗教祭典活動為建醮、進香出境；所謂「醮」是指地方為還願酬神而舉辦的大規模祭典，而在建王醮中的燒王船以蔚為本區民俗中最引人注目的一項活動，建醮又依日數不同區分為一朝、二朝、三朝、四朝、五朝，這個宗教背景是來自茄萣不但有污染的綠牡蠣，興達煤灰，戴奧辛，所以訴諸王船信仰。
一般來說建醮情事均依神明旨意而行，茄萣地區逢舉辦王醮會以立筊指示，並由主神觀八抬敲定建醮日期後，主辦的廟宇在廟前搭建王船廠，待王船廠搭建好時，再擇日安王船廠，安王船廠時，廠前須豎燈篙、立廠燈、坑內放三寶（豆、釘、稻），再前往神明旨意的地點，取王船龍骨；而龍骨的尺寸長度，及造船的師父為誰，都須依神明降意指示。在建醮活動中各項儀式均各具意義，其過程為：
請王：茄萣地區在王醮舉行前會前往海邊去恭請海上的代天巡狩千歲爺到庄頭，稱為「請新（親）王」，由主辦廟宇的主神與地方自主的文武陣頭於擇定的日期到海邊恭請新（親）王，通常於王醮舉行前半年至海上恭請。茄萣居民對於海上請來的代天巡狩千歲爺稱為「新王」或「親王」。
取舟參：「舟參」為王船龍骨，新（親）王上岸後，由主辦廟宇主神與新（親）王前往指定的地點去取王船龍骨製造王船。
搭壇：在所主辦的廟宇前搭內、外壇，內壇在建醮期間嚴密封禁，除道士及建醮工作人員外，其他人均不得進入，其目的在保持聖地的清潔；外壇則是開放的。
豎燈篙：豎燈篙是對天神、地祇、鬼等「召告」此地舉行建醮祭儀，並歡迎共襄盛舉之意；在建醮活動的初期，信眾已陸續在大街小巷豎燈篙，豎燈篙係以長長的竹竿上懸光明燈，豎了多少個燈，就代表該戶有幾個男丁，燈坑則放置豆、釘、稻等物。
請水：旨在敬請水神賜予聖水，用以清淨道場壇宇。
繞境：在燒王船前後，主辦的廟社也得動員信眾徒步繞境，燒王船之前係由全體信眾自主辦的廟前出發，長列隊伍浩浩蕩蕩行至外地，是為遊外境；燒王船後則遊內境繞經茄萣大街小巷，沿途由各藝陣表演，有宋江陣、金獅陣、宋江獅陣、龍鳳獅、旗陣、跳鼓、督陣、牛犁陣、車鼓陣、七響陣、陳三五娘、許漢文遊江、鄭元和與李亞仙、雙生陣、蜈蚣陣、答滴答（馬頭鑼）、龍陣、素蘭陣、御輿團、轎前鑼、十二婆姐陣、五虎將、南管、北管、國劇、太平歌陣等百餘個陣頭，全盛時期全區達兩百餘陣，其目的在祈求神明保祐合境平安。
燒王船：整個建醮活動的高潮即是燒王船，典故起因為古時常瘟疫，在醫學不發達時，信徒求籤，問卦造王船載眾將遊天府，以驅除病魔。由於在建醮日期敲定時必須恭請眾神蒞臨是為「請王」，活動結束後當然也得恭送眾神稱為「送王」，在送王的當天早上，在主辦的廟社前就已擠滿了各地擁入的香客，時間一到，王船由數百名志願為王爺服務的狀丁，手拉大繩索牽拉王船，緩緩地經過茄萣路，在沿濱海公路抵達海邊，王船行駛的前方由消防水車灑水，先行「淨路」象徵為王爺開水路，之後由各陣頭及民眾、香客前呼後擁的「護駕」前行，所經之處，街道為之雍塞，幾近水洩不通，王船拖抵定位後，信徒分工合作將添載的金紙、柴、米、鹽包、糖包及船上的貴重物品，推置在船上及船邊，隨即在神轎及諸多陣頭賣力操演下，王船起火燃燒，恭送王爺出航，同時也祈求王爺保祐漁民在海上能平安、豐收。
踏火：主要是在提高神明的神力，同時有辟邪作用。
普渡：此為建醮最後一個祭禮，家家戶戶擺出祭品，普渡天神、地祇、孤魂野鬼，對於前來之乞丐，亦散發錢財予他們，整個建醮活動亦圓滿結束。
茄萣區公廟，頂茄萣賜福宮6至12年會啟建一科五或七朝王醮，近期建醮紀錄為2008年啟建戊子科九朝王醮；白砂崙萬福宮為不定期王醮，近期建醮紀錄為2020年啟建睽違18年的庚子科五朝王醮；下茄萣金鑾宮也為不定期王醮，近期建醮紀錄為2012年啟建壬辰科五朝祈安王醮。

### 媽祖婆信仰
位於漁港的茄萣因為地方靠海，居民大多討海維生，所以漁民與媽祖婆的關係非常密切。因為媽祖婆是漁民的守護神,所以茄萣媽祖婆信仰是非常普遍的。逢年過節、初一十五、媽祖婆聖誕都會祭祀媽祖婆祈求平安。在茄萣區分為白沙崙、頂茄萣、下茄萣、崎漏四個地區，其中頂茄萣的賜福宮、下茄萣的金鑾宮為當地著名的大廟，也是茄萣媽祖婆信仰的所在地。兩間媽祖廟的共同特色就是軟身的媽祖婆和醮期不定期。媽祖婆在茄萣又有一個別的稱呼，那就是“婆啊”，這種親切的稱呼彷彿像在稱呼家中的長輩一樣。自古以來，茄萣居民對媽祖婆仍抱持虔敬的心。

### 威烈侯(陳湯銘)信仰
本區白雲里有大陳眷村名「南田新村」，由大陳人攜入此信仰建立「威武廟」，主祀威烈侯（祖廟神諱「威武陳元帥」)。民國44年政府東遷來台，曾安奉神尊於路竹區之路竹國民小學，民國45年遷至現址建廟。此信仰盛行在大陳移民之間，本區威武廟於2005年10月赴馬祖西莒島威武陳元帥廟謁祖進香，以及威烈侯聖壽時，旅居外縣市、甚至國外的大陳鄉親常返鄉共襄盛舉，顯現信仰之誠。。

### 宗教禮拜場所

#### 道教和臺灣民間信仰
白砂崙地區
- 白砂崙萬福宮：創建於1795年，主祀五府千歲，茄萣四大公廟之一
- 白砂崙威武廟
- 茄萣聖母廟
- 茄萣總天靈台府

頂茄萣地區
- 頂茄萣賜福宮：創建於1758年，主祀天上聖母，茄萣四大公廟之一
- 茄萣玄宇太祖廟
- 茄萣順北宮
- 茄萣大覺天聖廟
- 茄萣萬興廟

下茄萣地區
- 下茄萣金鑾宮：創建於1777年，主祀天上聖母，茄萣四大公廟之一
- 茄萣靈霄殿
- 茄萣太陽殿
- 茄萣天文宮
- 茄萣碧蓮寺
- 茄萣鎮福殿
- 茄萣新興宮

崎漏地區
- 崎漏正順廟：創建於1878年，主祀大使爺公（謝府元帥），茄萣四大公廟之一
- 茄萣妙仙寺
- 茄萣三清宮

#### 佛教
- 靜林山白雲寺
- 茄萣大仙禪寺

#### 基督宗教
| 宗派                             | 教會（禮拜堂 / 聖堂）    |
| -------------------------------- | ------------------------ |
| 歸正宗長老會（臺灣基督長老教會） | 茄萣教會                 |
| 其他                             | 基督復臨安息日會茄萣教會 |

## 教育

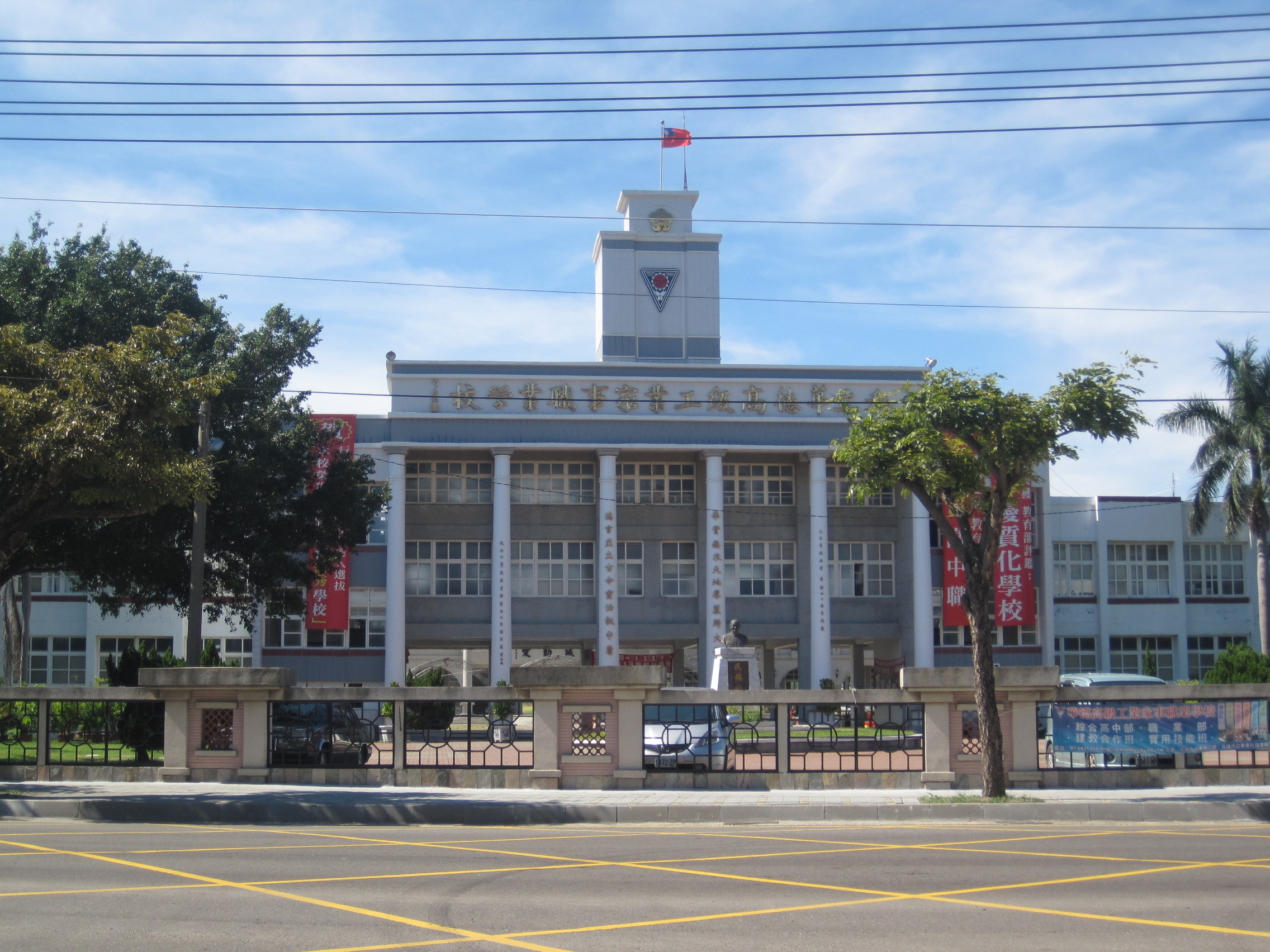
私立華德高級工業家事職業學校

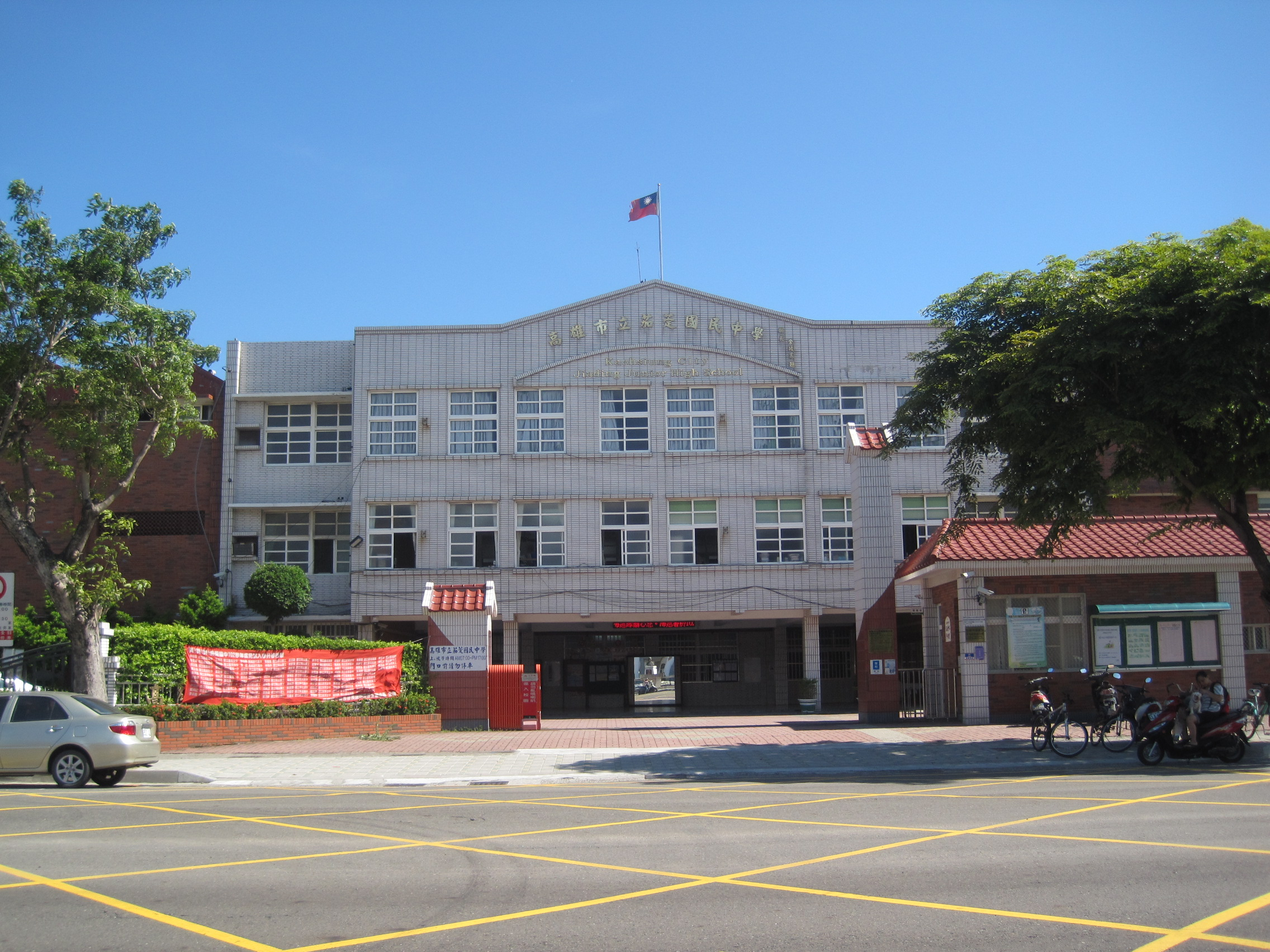
高雄市茄萣國中

### 高級中等學校
- 高雄市私立華德高級工業家事職業學校

### 國民中學
- 高雄市立茄萣國民中學[13]

### 國民小學
- 高雄市茄萣區茄萣國民小學[14]
- 高雄市茄萣區成功國民小學[15]
- 高雄市茄萣區砂崙國民小學[16]
- 高雄市茄萣區興達國民小學[17]

## 交通

### 公路
- 台61線（規劃中）
  - 正順北交流道
- 台17線：濱海路三、二、一段－民治路－正大路－東方路。北以二仁溪橋接臺南市黃金海岸，南於興達遠洋漁港處。
- 台17甲線：白砂路－中正路三段。北以南萣橋接臺南市明興路及灣裡路。

### 客運
- 高雄市公車[18] [19]

| 編號  | 路線                                   | 營運單位 | 備註 |
| ----- | -------------------------------------- | -------- | --- |
| 239   | 茄萣站－台南車站                       | 高雄客運 | |
| 8041C | 鳳山站－捷運岡山高醫站－路竹－茄萣站   | 高雄客運 | |
| 8043  | 高雄車站－梓官－彌陀－茄萣站           | 高雄客運 | |
| 紅71A | 捷運岡山高醫站－岡山轉運站－茄萣區公所 | 港都客運 | - A線自湖內區東方路口逆時針方向行駛，並以大湖車站接回原線。 - 7:00捷運岡山高醫站發車班次自加昌站發車。 - 平日16:55捷運岡山高醫站發車班次自牧人館站發車（與紅73共站）。 - 部分班次繞駛三興宮、路竹高中。 - 分段點：大湖火車站，緩衝區：路竹區公所－太爺。 |
| 紅71B | 捷運岡山高醫站－岡山轉運站－茄萣區公所 | 港都客運 | - B線自東方設計學院順時針方向行駛，並以大湖車站接回原線。 - 6:30捷運岡山高醫站發車班次自加昌站發車。 - 部分班次繞駛三興宮、路竹高中。 - 分段點：大湖火車站，緩衝區：路竹區公所－情人碼頭。                                                               |

- 大台南公車[20]

| 編號 | 路線                     | 營運單位 | 備註 |
| ---- | ------------------------ | -------- | --- |
| 1    | 台南車站－茄萣（成功橋） | 府城客運 | - 二段票收費，分段點：南萣橋南。 - 緩衝區：同安里－白砂崙廟口。 - 部分班次繞駛南寧高中。 - 部分班次延駛至崎漏電信局。 |

- 興達港碼頭午後有觀光船可搭，可至海上觀賞落日。

## 旅遊
- 茄萣濕地：國家重要濕地，冬季有黑面琵鷺及許多珍貴候鳥棲息。1991年，茄萣與竹滬鹽田因開闢興達遠洋漁港而廢曬。本濕地原稱為「竹滬鹽田濕地」，2011年9月內政部通過高雄市政府提案，變更為「濕地自然公園」。
- 白砂崙自然濕地
- 茄萣區濱海遊樂區：二仁溪南岸至興達港港嘴，沿岸海提經過整理平坦寬闊，騎腳踏車和跑步的居民及遊客眾多。
- 情人碼頭
- 郭常喜兵器藝術文物館(2023已停業)
- 興達港觀光魚市
- 崎漏潟湖
- 漁村文物館
- 舍抄樓蘭紀念館

## 名產

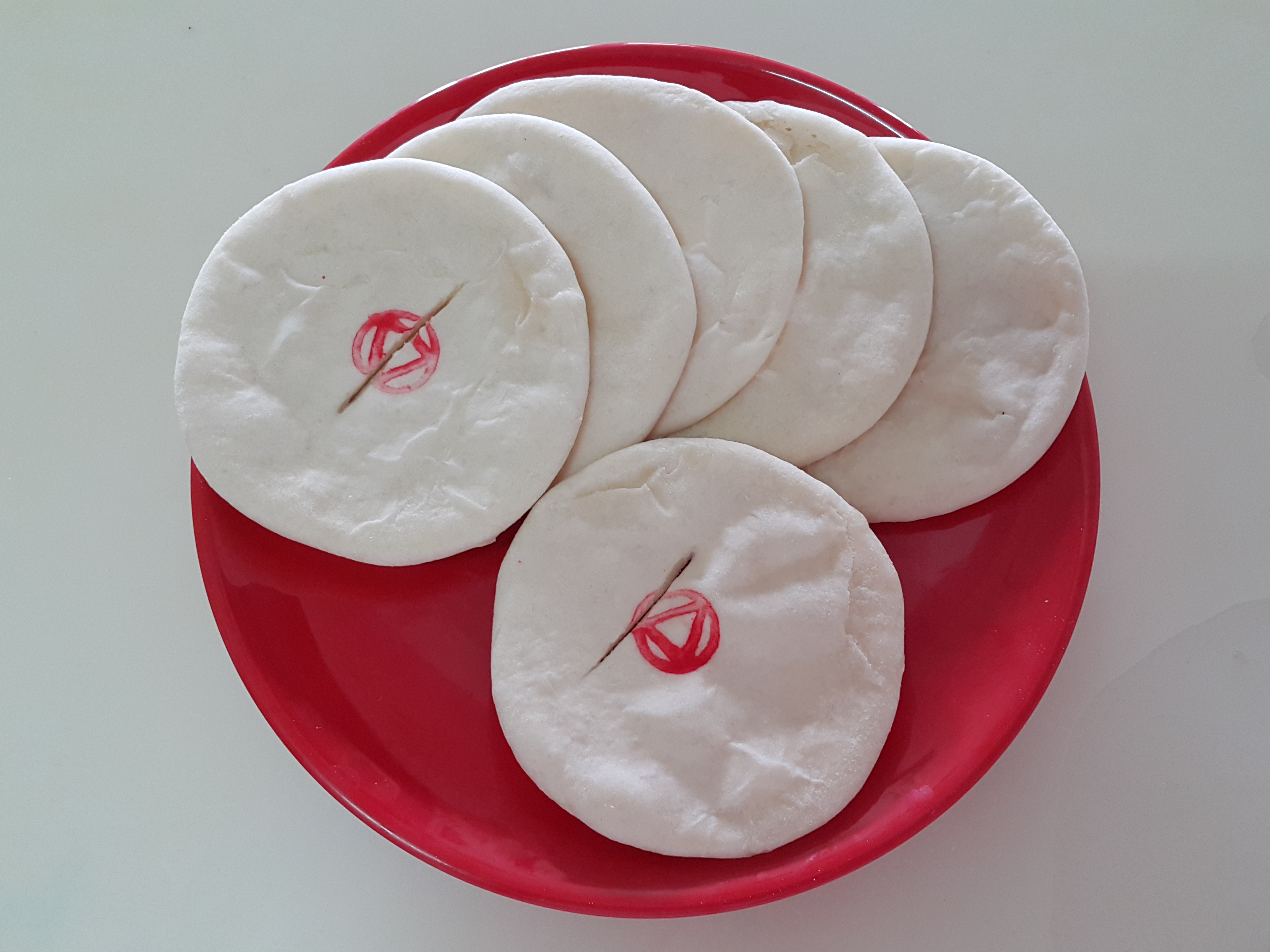
茄萣的名產「白香餅」

白香餅是茄萣白砂崙的名產，源自臺南府城。茄萣老餅鋪大多有販售，例如白砂崙添發製餅舖、嘉和餅舖、頂茄萣寶興餅舖等等。白香餅外觀是圓形薄皮，大約一個手掌大，類似太陽餅但外型較為扁平。早期只有白糖口味，後來發展出黑糖、芝麻等新口味。過去茄萣漁民經常將白香餅做為海上作業時充饑的點心。另外白砂崙產婦會將白香餅加蛋煎麻油，作為滋補養身的食物，故白香餅也有「月內餅」的別稱。

## 外部連結
- 高雄市茄萣區公所 （页面存档备份，存于）